# 新加坡启发小学
新加坡启发小学（Singapore Qifa Primary School)原名启发学堂、启发学校是新加坡一所超过百年历史的小学。1907年新加坡客家大埔茶阳会馆创立了启发学堂，创立之初，有学生70人。1917年，启发学堂迁校至禧街(Hill Street)31号校舍，学生人数增至300人，1937年启发学校购下禧街29号，扩大校舍，学生人数增加到500人左右。1947茶阳会馆购下經禧路(Cairnhill Road)30号，改建为校舍，1947年8月10日，經禧路启发学校正式成立。1951年启发学校学生人数达800人。
1984年启发学校交由新加坡教育局管辖，改为英语学校，迁校址到西海岸大街（West Coast Avenue)50号，更名为Qifa Primary School（启发小学）。2008年 与新加坡锦泰小学合并，仍名启发小学。

## 历任校长
- 1947-49  甘若棠女士
- 1960-84   Lam Siap Kon 蓝燮干先生
- 1985-1991 Yap Kiu Loo先生
- 1991-2000 Lee Kam Chiew先生
- 2000-2007 Leong Chee Kong先生
- 2008-2012 Debra Saw Hoo Yong 小姐
- 2013-2014  May Wong女士